# Ibis sagrat de Madagascar
L’ibis sagrat de Madagascar (Threskiornis bernieri) és una espècie d'au pertanyent a la família dels tresquiornítids, tot i que, abans, hom considerava que era una subespècie de Threskiornis aethiopicus.

## Morfologia
Fa entre 65 i 89 cm de llargària total. Envergadura alar: entre 115 i 125 cm. Pes: 1,5 kg. És de color negre (bec, cap, coll i potes) i blanc. Els exemplars immadurs tenen plomes blanques i grises al cap i el coll, les quals es perden quan esdevenen adults.

## Taxonomia
Se n'ha descrit dues subespècies: T. bernieri bernieri a Madagascar; i T. bernieri abbotti a Aldabra.

## Ecologia
Es troba a l'oest de Madagascar -al voltant dels 2.500 exemplars- i Aldabra (les Seychelles) -entre 300 i 750-.Viu als manglars de clima tropical i subtropical, estuaris, llacunes costaneres i zones de marees.
Menja cucs, petits crustacis, caragols, insectes, aranyes i matèria orgànica diversa. També es nodreix, de vegades, de petits vertebrats, incloent-hi granotes, rèptils i cries d'aus. Emet una àmplia gamma de vocalitzacions, incloent-hi grunyits, crits i xiulets.
És una espècie sedentària que, de vegades, s'alimenta sola però que, freqüentment, ho fa en parelles o en petits grups.
L'aparellament ocorre a l'inici de l'estació humida, entre el novembre i el desembre. Pon dos ous en un niu situat en un arbre o a terra.
Més del 70% de la seua població a Madagascar es troba fora de les àrees protegides i les seues principals amenaces són el seu nombre escàs i minvant a causa de la recollida insostenible dels seus ous, la pertorbació dels llocs de nidificació, la degradació dels aiguamolls de Madagascar (principalment per la contaminació, la sedimentació i la intrusió de sorres fluvials), l'ús dels manglars per produir carbó i, possiblement també, la rivalitat amb Egretta dimorpha per obtindre aliments.